# Nils Messel
Nils Messel, född 1948, är en norsk konsthistoriker och författare.
Nils Messel utbildade sig i konsthistoria på Oslo universitet, där han tog en magisterexamen. Han har arbetat på Munchmuseet, konstförmedlingsinstitutionen Riksgalleriet och auktionshuset Blomqvist Kunsthandel samt varit chef på Vigelandsmuseet. Mellan 1992 och 2015 var han anställd på Nasjonalgalleriet som förstekonservator, seniorkurator och forskare.
Han har skrivit ett antal konsthistoriska böcker.